# 콜튼 던

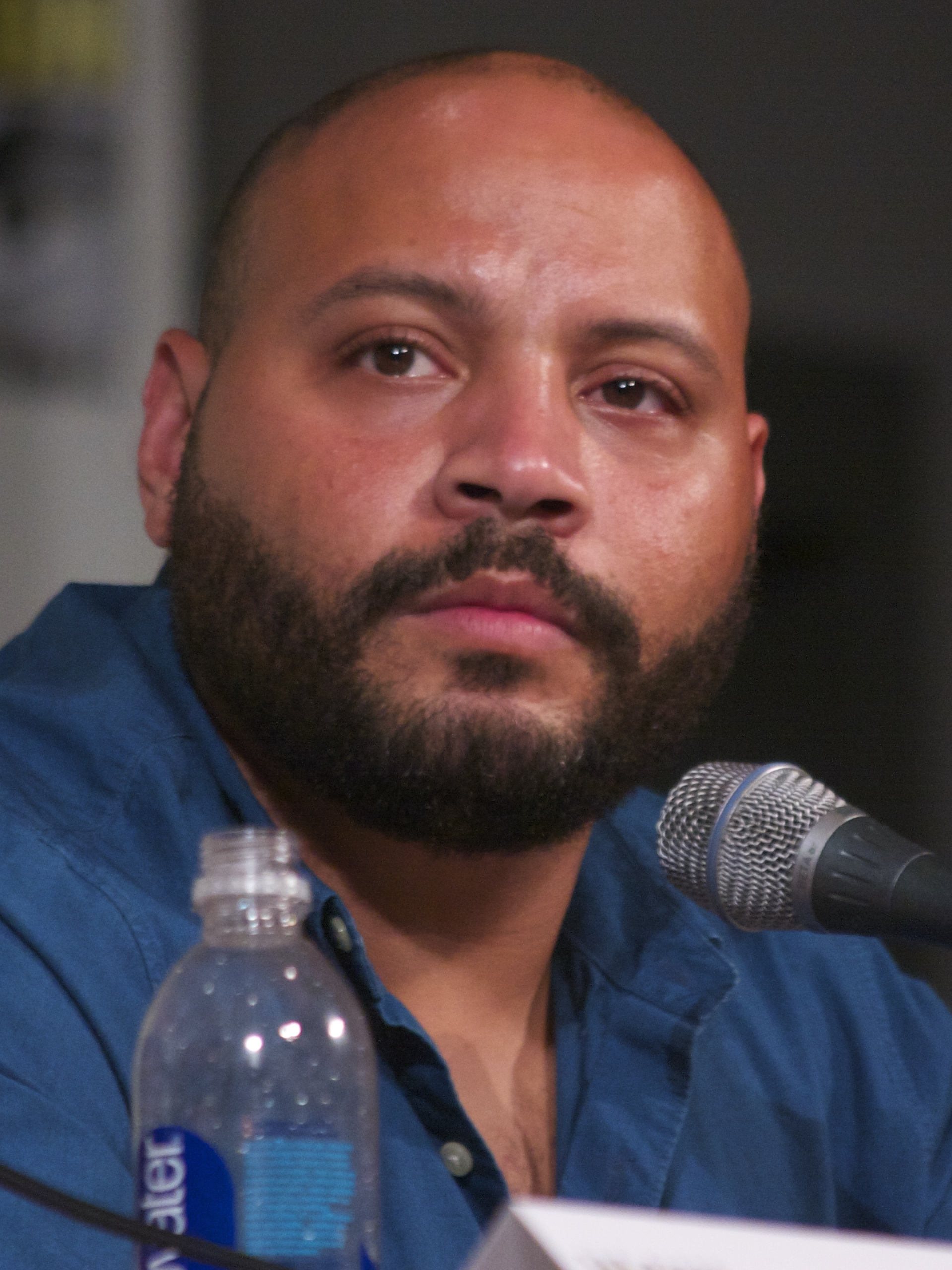
2015년 샌디에이고 코믹콘 인터내셔널에서

콜턴 던(Colton Dunn, 1977년 6월 30일 ~ )은 미국의 배우, 각본가이다.
노멀에서 태어났다.

## 출연 작품

### 영화
- 손도끼 2 (2010)
- 더 프로 (2014, The Pro)
- 레이저 팀 (2015, Lazer Team)
- Killing Hasselhoff (2017)
- 블로커스 (2018)

### 텔레비전
- Key & Peele (2012-15) - 각본, 공동 제작 겸임
- 슈퍼스토어 (2015-21) - 각본 겸임